# Philipp Treu
Philipp Treu (Heidelberg, 3 dicembre 2000) è un calciatore tedesco, difensore del Friburgo.

## Carriera

### Club
Treu è cresciuto nelle giovanili di Sandhausen, Kaiserslautern, RB Lipsia e Friburgo, che nel 2019 lo ha promosso nella seconda squadra.
Nel maggio del 2023 ha lasciato i bianconeri senza riuscire ad esordire in prima squadra ed è passato al St. Pauli, club di seconda divisione, con cui nella stagione 2023-2024 contribuisce alla vittoria del campionato con 26 presenze ed una rete. Nella stagione 2024-2025 esordisce nella prima divisione tedesca.

### Nazionale
Ha giocato con la nazionale tedesca Under-19.

## Statistiche

### Presenze e reti nei club
Statistiche aggiornate al 30 giugno 2025
| Stagione        | Squadra         | Campionato      | Campionato | Campionato | Coppe nazionali | Coppe nazionali | Coppe nazionali | Coppe continentali | Coppe continentali | Coppe continentali | Altre coppe | Altre coppe | Altre coppe | Totale | Totale | Totale |
| Stagione        | Squadra         | Comp            | Pres       | Reti       | Comp            | Pres            | Reti            | Comp               | Pres               | Reti               | Comp        | Pres        | Reti        | Pres   | Reti   |        |
| --------------- | --------------- | --------------- | ---------- | ---------- | --------------- | --------------- | --------------- | ------------------ | ------------------ | ------------------ | ----------- | ----------- | ----------- | ------ | ------ | ------ |
| 2019-2020       | Friburgo II     | RL              | 1          | 0          | -               | -               | -               | -                  | -                  | -                  | -           | -           | -           | 1      | 0      |        |
| 2020-2021       | Friburgo II     | RL              | 5          | 0          | -               | -               | -               | -                  | -                  | -                  | -           | -           | -           | 5      | 0      |        |
| 2021-2022       | Friburgo II     | 3L              | 27         | 0          | -               | -               | -               | -                  | -                  | -                  | -           | -           | -           | 27     | 0      |        |
| 2022-2023       | Friburgo II     | 3L              | 35         | 0          | -               | -               | -               | -                  | -                  | -                  | -           | -           | -           | 35     | 0      |        |
| 2023-2024       | St. Pauli       | 2L              | 26         | 1          | CG              | 4               | 0               | -                  | -                  | -                  | -           | -           | -           | 30     | 1      |        |
| 2024-2025       | St. Pauli       | BL              | 33         | 0          | CG              | 2               | 0               | -                  | -                  | -                  | -           | -           | -           | 35     | 0      |        |
| Totale carriera | Totale carriera | Totale carriera | 127        | 1          |                 | 6               | 0               |                    | -                  | -                  |             | -           | -           | 133    | 1      |        |

## Palmarès

### Club

#### Competizioni nazionali
- Regionalliga: 1

Friburgo II: 2020-2021 (Sudovest)
- 2. Bundesliga: 1

St. Pauli: 2023-2024